# Act of Valor
Pour plus de détails, voir Fiche technique et Distribution.
Act of Valor ou Acte de bravoure au Québec est un film de guerre américain réalisé par Mike McCoy et Scott Waugh, et sorti en 2012.
Le projet, lancé en 2007, devait être un clip vidéo pour une campagne de recrutement pour les forces armées des États-Unis afin de couvrir les besoins de la guerre contre le terrorisme. Il est devenu une fiction de 90 minutes avec quelques véritables SEAL parmi les acteurs.

## Synopsis
Un commando d’élite des Navy SEAL mène une opération secrète pour libérer un agent de la CIA enlevé par des terroristes.

## Fiche technique
- Réalisation : Mike McCoy et Scott Waugh
- Montage : Michael Tronick
- Producteur : Mike McCoy
- Date de sortie : 24 février 2012

## Distribution
- Alex Veadov (VQ : Manuel Tadros[1]) : Christo
- Roselyn Sánchez : Morales
- Jason Cottle (VQ : Frédéric Desager) : Abu Shabal
- Nestor Serrano : Walter Ross

## Distinctions
- Nommé pour les Golden Globe